# Tanya Matthews
Tanya Matthews, geboren als Tatiana Svetlova Borissova (Russisch: Татьяна Светлова Борисова) (Grozny, 31 augustus 1913 - Tunis, 3 maart 1999) was tot haar dood een Brits-Russisch schrijfster, journalist en correspondent van de BBC voor de BBC World Service voor Afrika.

## Leven in de Sovjet-Unie
Zij werd in 1913 in Grozny geboren als Tatiana Borissova in een aristocratische familie. Haar vader was een arts en stierf in 1917 aan de gevolgen van tyfus. Tatiana's moeder voorzag daarna in hun levensonderhoud als ziekenverzorger. In 1930 deed Svetlova eindexamen aan de middelbare school maar werd daarna in Moskou niet toegelaten tot de universiteit. In Grozny volgde ze vervolgens lessen aan het Instituut van de Olie Trust. Zij ontmoette een revolutionair die cameraman was, met wie ze trouwde. Met hem reisde ze door vele streken van de Sovjet-Unie, maar nadat ze in problemen was gekomen met de KGB vluchtte ze naar Moskou. Daar was ze enige tijd werkzaam als lerares en tolk bij Intourist. In Moskou werd ze verliefd op de Britse correspondent Ronnie Matthews, wiens Russische secretaresse ze was. Ze scheidde van haar eerste man en trouwde met Ronnie Matthews. Ze kon met hem en een inmiddels geboren zoon in 1944 Rusland verlaten. Anna, haar dochter uit haar eerste huwelijk, moest ze echter achterlaten.

## Werken
Op aanraden van haar man schreef ze Russia Child and Russian Wife dat in 1949 in Engeland verscheen en in Nederland  werd uitgegeven onder de titel Ik was een Russisch Meisje. Deze als roman geschreven autobiografie maakte veel indruk door de bijna zakelijke wijze waarop zij verslag deed van haar leven tussen 1917 en 1944 in de Sovjet-staat. Het werd gezien als een eerste ooggetuigenverslag van het leven in de Sovjet-Unie onder Jozef Stalin. In 1955 publiceerde ze een vervolg Russian Wife Goes West, in het Nederlands vertaald als Het Russische Meisje in het Westen.

## Leven in Tunis
Na een moeizaam leven in Parijs en London werd haar man eind vijftiger jaren benoemd tot correspondent van de BBC in Tunis om van daaruit de Algerijnse Oorlog te verslaan. In 1966 overleed haar echtgenoot en nam Tanya Matthews zijn taken over, waarbij ze handig gebruik maakte van haar inmiddels uitgebreide sociale netwerk en kennis. 
Haar manier van berichtgeving was direct en simpel. Ze was bevriend met veel invloedrijke Tunesiërs en ambassadeurs van verschillende landen.  Haar journalistieke onafhankelijkheid behield ze. Ondanks bijvoorbeeld haar beschrijving van Tunesië als een politiestaat, werd ze niet uitgezet. Zij was in 1987 de eerste journalist die meldde dat president Habib Bourguiba was afgezet. Twee jaar eerder, in 1985 was zij de eerste journalist die het gebombardeerde hoofdkwartier van de PLO in Tunis bezocht.
- Gemeinsame Normdatei: 1193090806
- International Standard Name Identifier: 0000 0003 9802 3413
- Library of Congress Control Number: no2018133089
- Nederlandse Thesaurus van Auteursnamen: 070329184
- Système universitaire de documentation: 121920453
- Virtual International Authority File: 306162729